# Eustrotia chuza
Eustrotia chuza är en fjärilsart som beskrevs av Druce 1898. Eustrotia chuza ingår i släktet Eustrotia och familjen nattflyn. Inga underarter finns listade i Catalogue of Life.